# Добышев, Кондратий Филиппович
Кондратий Филиппович Добышев — советский хозяйственный, государственный и политический деятель, Герой Социалистического Труда.

## Биография
Родился в 1908 году в деревне Деменки. Член КПСС с 1945 года.
С 1924 года — на хозяйственной, общественной и политической работе. В 1924—1968 гг. — разнорабочий в городском хозяйстве города Ленинграда, ученик токаря, токарь-расточник завода «Большевик», токарь-расточник на заводе в Сталинграде, токарь на Уральском заводе тяжёлого машиностроения, расточник завода «Большевик» Ленинградского совнархоза.
Указом Президиума Верховного Совета СССР от 21 июня 1957 года присвоено звание Героя Социалистического Труда с вручением ордена Ленина и золотой медали «Серп и Молот».
Делегат XXI съезда КПСС.
Умер в Ленинграде в 1984 году. Похоронен на кладбище Памяти жертв 9-го января.